# يان أندرسون (متسابق يخت)
يان أندرسون (بالسويدية: Jan Andersson)‏ هو متسابق يخت سويدي، ولد في 14 ديسمبر 1950.

## وصلات خارجية
- جان أندرسون على موقع أوليمبيديا (الإنجليزية)
- جان أندرسون على موقع اللجنة الأولمبية السويدية (السويدية)